# Change of Control
Die Change of Control (Abkürzung: CoC; deutsch Änderung der Beteiligungsverhältnisse) ist in der Wirtschaft eine Klausel in Kreditverträgen oder Anleihebedingungen, die dem Kreditgeber oder Gläubiger einen Genehmigungsvorbehalt oder ein Kündigungsrecht für den Fall einräumt, dass beim Kreditnehmer oder Anleiheschuldner ein vollständiger oder teilweiser Wechsel des Gesellschafters eintritt.

## Allgemeines
Bei Kreditnehmern oder Anleiheschuldnern können Kreditereignisse eintreten, die deren Bonität negativ beeinflussen, ohne dass sich betriebswirtschaftliche Kennzahlen verändert haben. Dazu gehört der Wechsel des Gesellschafters oder der Eintritt eines weiteren Gesellschafters. Da die Gläubiger ihre Kredite oder Anleihen an den bestehenden Gesellschafterverhältnissen orientiert haben, verändert sich bei einem geplanten Gesellschafterwechsel meist die Geschäftsgrundlage und damit das Kreditrisiko. Die neue Gesellschafterstruktur kann sich auf die Unternehmenspolitik oder die wirtschaftliche Lage des Kredit- oder Anleiheschuldners auswirken und damit die Tilgung der Kredite oder Anleihe gefährden. Änderungen in den Beteiligungsverhältnissen können deshalb aus Sicht der Kreditgeber erhebliche rechtliche und wirtschaftliche Konsequenzen nach sich ziehen.
Der Begriff „Change of Control“ (deutsch Kontrollwechsel) soll ausdrücken, dass durch den Gesellschafterwechsel sich auch Einfluss und Kontrolle auf bzw. über die Gesellschaft verändert. Bei der Kontrolle können konzernrechtliche, übernahmerechtliche oder kartellrechtliche Aspekte in Betracht kommen.

## Rechtsfragen
Die Change of Control-Klausel gehört zu den Covenants und betrifft den Gesellschafterwechsel beim Kredit- oder Anleiheschuldner, der vor allem durch Unternehmenskauf oder Unternehmensübernahme Dritter ausgelöst wird. Die Klausel soll nicht jeden Gesellschafterwechsel erfassen, sondern lediglich diejenigen Gesellschafterwechsel, durch die sich die Mehrheit des Stimmrechts zu Gunsten eines neuen Gesellschafters verschiebt. Deshalb beinhaltet die Change of Control-Klausel meist einen Schwellenwert von >30 % oder >50 % Mehrheitsbeteiligung am Kredit- oder Anleiheschuldner (Kontrollwechsel). Ab letzterer Schwelle liegt eine neue Konzernzugehörigkeit vor, so dass die wirtschaftlichen Verhältnisse des Kredit- oder Anleiheschuldners durch den neuen Gesellschafter beeinflusst werden können und dadurch die Finanzhoheit des Kredit- oder Anleiheschuldners eingeschränkt werden oder entfallen könnte. Sinnvoll ist bei der Change of Control-Klausel ein Verweis auf Zurechnungsvorschriften wie auf § 2 Abs. 5 WpÜG, § 30 Abs. 2 WpÜG oder § 33 WpHG. 
Ein vollkommenes Verbot selbst geringster Änderungen in den Beteiligungsverhältnissen spricht die „Inhaber-Verbleib-Klausel“ (englisch owner maintenance-ship) aus, die eine starre Beteiligungsstruktur zementieren will.
Eine wesentliche Verschlechterung der Vermögensverhältnisse kann der Change of Control nachgelagert sein, weil der neue Gesellschafter erst nach Unternehmenskauf Zugriff auf das Vermögen des Kreditnehmers erhält. Das Kreditereignis des Gesellschafterwechsels kann auch im Rahmen der Negativerklärung berücksichtigt werden. Der Inhalt der Change of Control-Klausel wird durch andere Vertragsklauseln wie Default-Klausel, Cross-Default-Klausel oder Pari-passu-Klausel nicht abgedeckt.

## Zweck
Change of Control-Klauseln sollen Gläubiger vor allem vor der feindlichen Übernahme (englisch unfriendly takeover) bewahren und dienen damit dem Gläubigerschutz oder Anlegerschutz, weil ein bedeutsamer Gesellschafterwechsel geeignet sein kann, die Kreditwürdigkeit des Schuldners zu beeinträchtigen. Besondere Beachtung erhalten Change of Control-Klauseln in Anstellungsverträgen von Vorstandsmitgliedern oder Geschäftsführern, die eine Abfindungszusage enthalten. Sie gehen davon aus, dass bei einem Gesellschafterwechsel sogar die Wahrscheinlichkeit besteht, dass das Top-Management ausgetauscht wird.

## Abgrenzung
Die Change of Control-Klausel geht davon aus, dass es zu einem Gesellschafterwechsel kommen kann und regelt verbindlich die Bedingungen, wie dies geschehen darf. Dagegen schreibt die Ownership-Klausel vor, dass ein Gesellschafterwechsel grundsätzlich nicht stattfinden soll. Beide Klauseln können gleichzeitig vereinbart werden, müssen jedoch inhaltlich gegeneinander abgegrenzt werden. 